# Shellshock (psychiatrie)

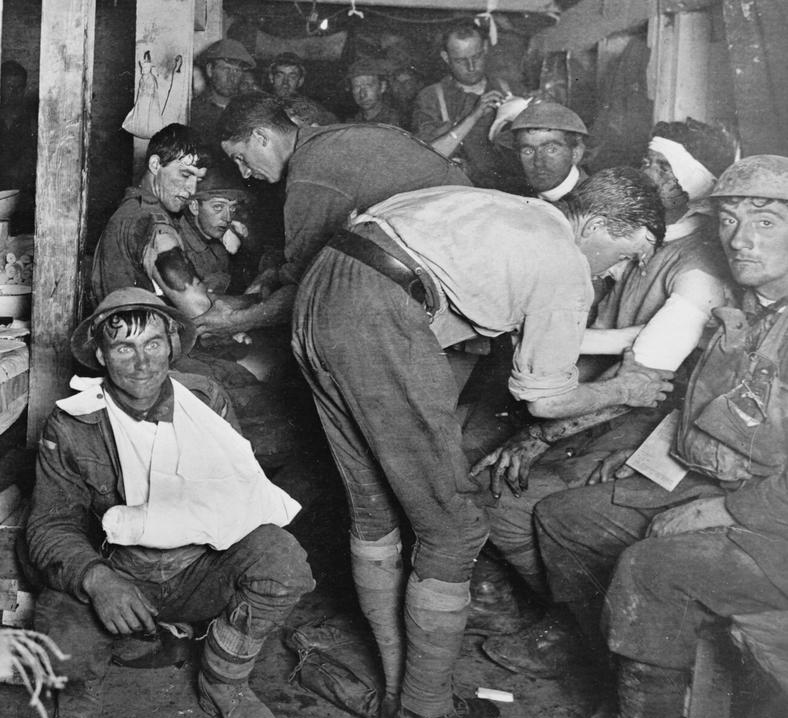
De starende soldaat is typisch voor shellshock

Shellshock, ook wel oorlogsneurose of (in Vlaanderen) d'n klop genoemd, is een psychiatrisch syndroom bij militairen, bestaande uit lichamelijke (tremoren, hyperventilatie, verlammingen, bewegingsstoornissen) en psychische symptomen (depressie, slapeloosheid, emotionele instabiliteit, hallucinaties, nachtmerries, angstaanvallen, hysterie, geheugenverlies), veroorzaakt door de traumatische gebeurtenissen en ervaringen opgelopen tijdens oorlogsverrichtingen. Het is een bijzondere vorm van een posttraumatische stressstoornis die vaak voorkwam bij soldaten die tijdens de Eerste Wereldoorlog hadden gevochten in de loopgraven.

## Geschiedenis
Herodotus beschreef in zijn verslag van de Slag bij Marathon al de symptomen van oorlogsneurose. Later, tijdens de Romeinse en Spaanse oorlogen, werd dit oorlogsnostalgia genoemd, omdat de heimwee naar huis de symptomen zou veroorzaken. Tijdens Napoleon wordt er meer gesproken van oorlogstraumata. De studies over de Amerikaanse Burgeroorlog beschrijven ook de nostalgie van te jonge soldaten en soldaten met heimwee.
In de 19e eeuw wordt er wel al concreet gesproken over de gevolgen van de fysieke impact van een ontploffende granaat. De trillingen verlammen de spiergroepen en zorgen ook voor hartneurose (het soldiers heart-syndroom). Een boek over het fenomeen zenuwuitputting wordt in 1880 gepubliceerd, maar het probleem wordt nog niet erkend als ziekte, de geesteszieken worden nog als profiteurs en bedriegers gezien.
Sigmund Freud stelde door onderzoek vast dat de neurotische stoornissen veroorzaakt werden door het onbewust verdringen van de angst, waardoor de zelfachting behouden wordt. Op een Duits medisch congres in 1907 kwamen zenuwstoornissen ter sprake die na de Russisch-Japanse Oorlog in 1905 geconstateerd waren bij Russische officieren.

### Eerste Wereldoorlog
Na de eerste slagen om Ieper tijdens de Eerste Wereldoorlog bleek er geen uitweg meer uit de oorlog. Aanvankelijk dacht men dat de oorlog slechts enkele maanden zou duren. Veel Britse soldaten keerden terug naar huis met shellshocksymptomen. Lichamelijk mankeerden ze niets, maar ze trokken zich terug in waanzin. Aangenomen werd dat deze problemen ontstonden door de luchtverplaatsing van te dichtbij ontplofte granaten, de shell-blast, vandaar de naam shell-shock. Ze werden totaal aan hun lot overgelaten. Er werd vooral te weinig aandacht besteed aan de opvang van de patiënten omdat ze geen uitwendige verwondingen vertoonden. Sommigen werden zelfs terug naar het front gestuurd. In Vlaanderen werd dit syndroom ook wel d'n klop genoemd.
In februari 1915 gebruikte dr. Charles S. Myers, kapitein-arts van het Royal Army Medical Corps voor het eerst de benaming shellshock in zijn artikel in het medische tijdschrift The Lancet, voor de psychische gesteldheid van soldaten die een granaatexplosie hadden overleefd. En vanaf maart werden in de veldhospitalen speciale afdelingen ingericht voor getraumatiseerden. In eerste instantie was er geen behandeling beschikbaar. Soldaten met het shellshocksyndroom werden naar huis gestuurd om daar geïnterneerd te worden in een lunatic asylum, een krankzinnigengesticht. Voor het Britse leger stond de term shellshock nog steeds als een excuus voor lafheid en desertie. Veel soldaten werden zo voor verraad ter dood veroordeeld door de krijgsraad of gewoon teruggestuurd naar het front. In september 1915 werd er een decreet opgesteld door het Britse Lagerhuis om militaire zenuwgestoorden in daarvoor bestemde ziekenhuizen op te nemen.
Volgens een Brits rapport over de medische oorlogsgeschiedenis zorgde de Slag aan de Somme in 1916 voor een vertienvoudiging van het aantal shellshockgevallen in vergelijking met dezelfde periode een jaar terug. Over het aantal slachtoffers in alle in Frankrijk gestationeerde legers bij de Somme, schreef de Britse historicus Taylor Browning het volgende:
Het totaal aantal shellshockgevallen lag waarschijnlijk in de richting van 53.000-63.000. Shellshock transformeerde praktisch van de ene op de andere dag van een ziekte naar een epidemie. (…) Het percentage mannen aan de Somme dat aan oorlogsneuroses leed, lag in totaal iets hoger dan 17 procent.
Pas vanaf 1916 was er sprake van een echte behandeling. Op een medisch congres in Londen werden eindelijk richtlijnen opgesteld voor de behandeling van shellshockpatiënten, algemene lichamelijke verpleegkundige verzorgingsprincipes die het leed van de patiënten zo veel mogelijk moesten opvangen. De behandeling varieerde van hypnose tot psychotherapie of elektroshocks. Deze laatste therapie stuitte op veel verzet. Men vond het mensonterend, maar in sommige gevallen bleek het wel doeltreffend.
In 1917 kwam het eerste boek Shell-shock uit, waarin een beschrijving werd gegeven van het psychiatrisch zorgsysteem in Groot-Brittannië in de oorlogsjaren. Ook de verzorgingsrichtlijnen worden hier uitvoerig in beschreven. Eind 1917 wordt voor de wet gestemd dat executies enkel nog mochten uitgevoerd worden na grondig onderzoek van de beschuldigde, en als er symptomen van shellshock werden vastgesteld, dat de soldaat dan opgenomen zou worden in een daarvoor bestemd hospitaal.
Op 7 november 1918 werd de laatste soldaat geëxecuteerd wegens desertie, er werd geen onderzoek ingesteld om zijn zwakke geestestoestand aan te tonen, zelfs niet na uitdrukkelijk verzoek van de veroordeelde zelf. Na de oorlog werd een onderzoekscomité opgericht om onderzoek te doen naar de neurosen om in de toekomst voorbereid te zijn op zulke voorvallen en om de militaire training hiernaar aan te passen. Ze ontdekten dat de shocktoestand een gevolg was van de gemoedstoestand die ontstond na het zien van gewonde en dode kameraden op het slagveld en door voortdurende angst en vermoeidheid.
In 2006 verleende de Britse overheid officieel eerherstel aan alle ruim driehonderd Britse militairen die tijdens de Eerste Wereldoorlog wegens lafheid en desertie waren gefusilleerd - waarbij vaak sprake was van shellshock. Het besluit kwam nadat nabestaanden van een deze soldaten, Harry Farr, er jarenlang strijd voor hadden gevoerd.

### Later
Ook in de Tweede Wereldoorlog bleken soldaten van het front terug te keren in geestelijke nood. In augustus 1943 sloeg generaal George Patton bij een bezoek aan een veldhospitaal twee soldaten met shellshock en hij typeerde ze als lafaards. Men gebruikte in plaats van shellshock vaker de term battle fatigue (oorlogsvermoeidheid). Tijdens en na de Vietnamoorlog werd meer psychiatrisch onderzoek naar de symptomen gedaan en classificeerde men deze als posttraumatische stressstoornis. Ook bij veel latere militaire operaties zijn gevallen gedocumenteerd.

## Bellettrie
- De Britse schrijfster Virginia Woolf beschrijft in haar roman Mrs. Dalloway (1925) de mislukte behandeling van een shellshock-patiënt.